# Cytinus hypocistis subsp. hypocistis
Cytinus hypocistis subsp. hypocistis é uma subespécie de planta com flor pertencente à família Rafflesiaceae. 
A autoridade científica da subespécie é (L.) L., tendo sido publicada em Syst. Nat. ed. 12 2: 602 (1767).
Os seus nomes comuns são coalhadas ou pútegas.

## Portugal
Trata-se de uma subespécie presente no território português, nomeadamente em Portugal Continental.
Em termos de naturalidade é nativa da região atrás indicada.

## Protecção
Não se encontra protegida por legislação portuguesa ou da Comunidade Europeia.